# Rhomaleosauridae
Rhomaleosauridae là một họ bò sát đã tuyệt chủng thuộc bộ Plesiosauria. Nó bao gồm các chi Macroplata, Maresaurus, Rhomaleosaurus, Yuzhoupliosaurus và Meyerasaurus.